# Église protestante de Barr
L'église protestante Saint-Martin de Barr est un bâtiment qui relève de l’Église protestante de la Confession d'Augsbourg d'Alsace et de Lorraine à Barr dans le département français du Bas-Rhin. C’est une église paroissiale dont la tour est inscrite aux monuments historiques depuis 1935.

## Localisation
Ce bâtiment est situé rue de l'Église à Barr.

## Historique
D’un précédent bâtiment, dédié à saint Martin de Tours, il subsiste la tour du chœur roman, richement articulée, et qui remonte au dernier quart du XIIe siècle. Ses consoles à frise portent de nombreuses représentations figuratives, dont celle de saint Martin. La construction du dernier étage remonte à la fin de la période gothique.
L’église romane, où la Réforme a finalement été introduite en 1568, a été remplacée en 1850/52 par un nouveau bâtiment représentatif du néo-classicisme. Comme l’ancien orgue, construit par Johann Andreas Silbermann ne répondait pas aux exigences du nouvel espace sonore de l’église, il a été remplacé par un nouvel instrument de Joseph Stiehr, qui a incorporé cependant certaines parties de l’orgue Silbermann. La plus grande partie de l’ancien orgue a été attribuée à l’église Saint-Arbogast à Saint-Pierre.

## Architecture
D’un précédent bâtiment, dédié à saint Martin de Tours, il subsiste la tour du chœur roman, richement articulée, et qui remonte au dernier quart du XIIe siècle. Ses consoles à frise portent de nombreuses représentations figuratives, dont celle de saint Martin. La construction du dernier étage remonte à la fin de la période gothique.
L’église romane, où la Réforme a finalement été introduite en 1568, a été remplacée en 1850/52 par un nouveau bâtiment représentatif du néo-classicisme. Comme l’ancien orgue, construit par Johann Andreas Silbermann ne répondait pas aux exigences du nouvel espace sonore de l’église, il a été remplacé par un nouvel instrument de Joseph Stiehr, qui a incorporé cependant certaines parties de l’orgue Silbermann. La plus grande partie de l’ancien orgue a été attribuée à l’église Saint-Arbogast à Saint-Pierre.

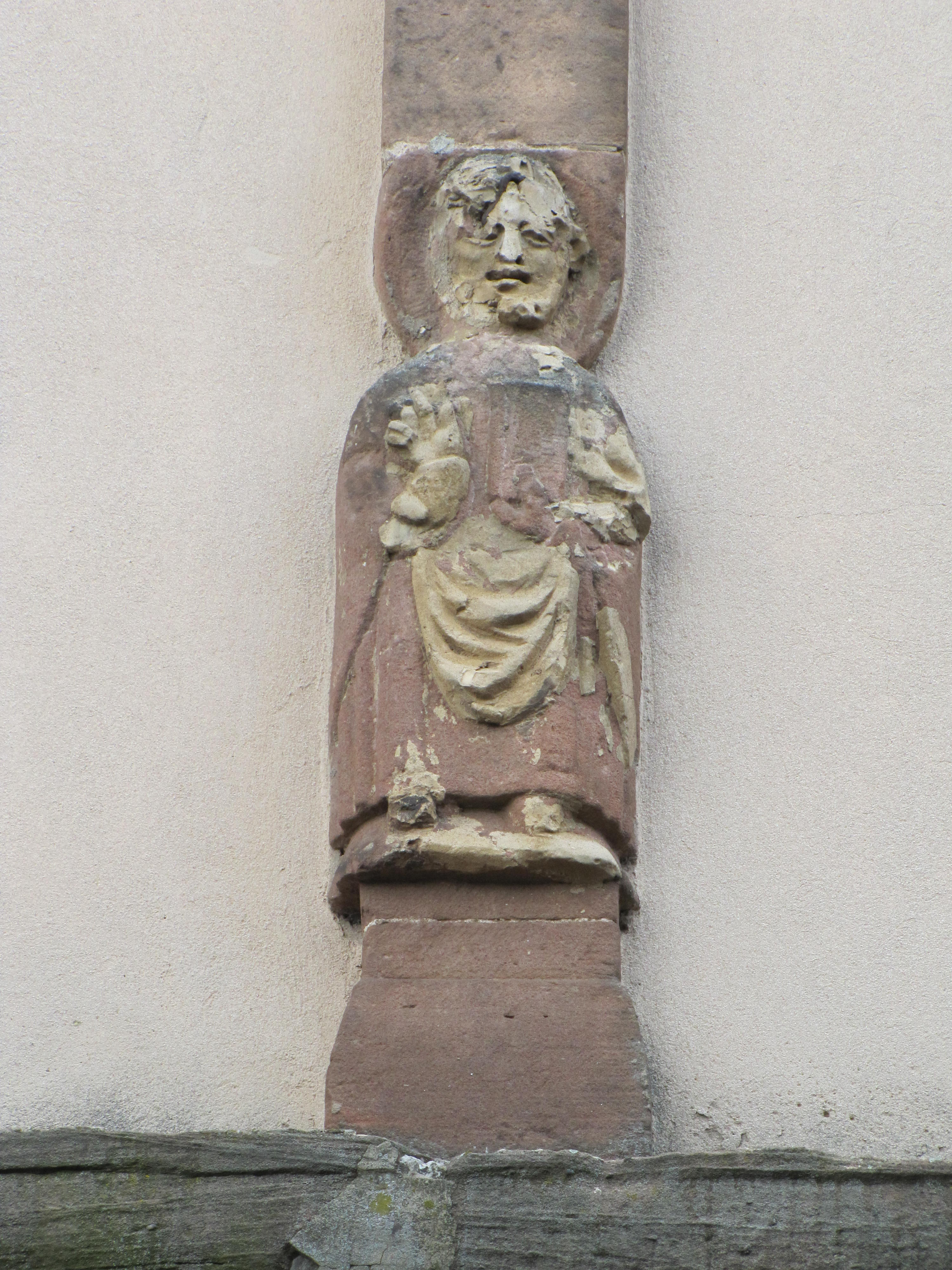
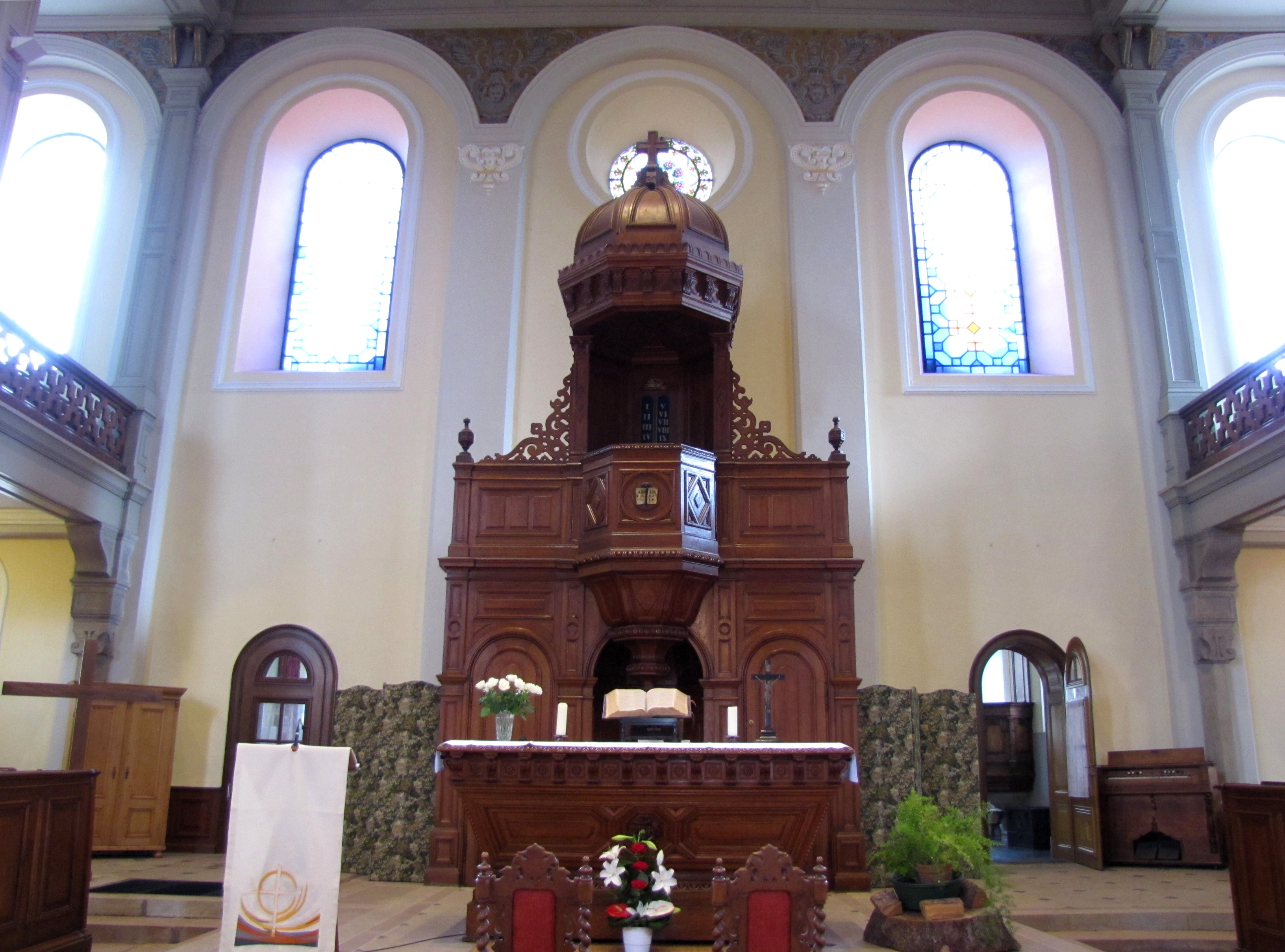
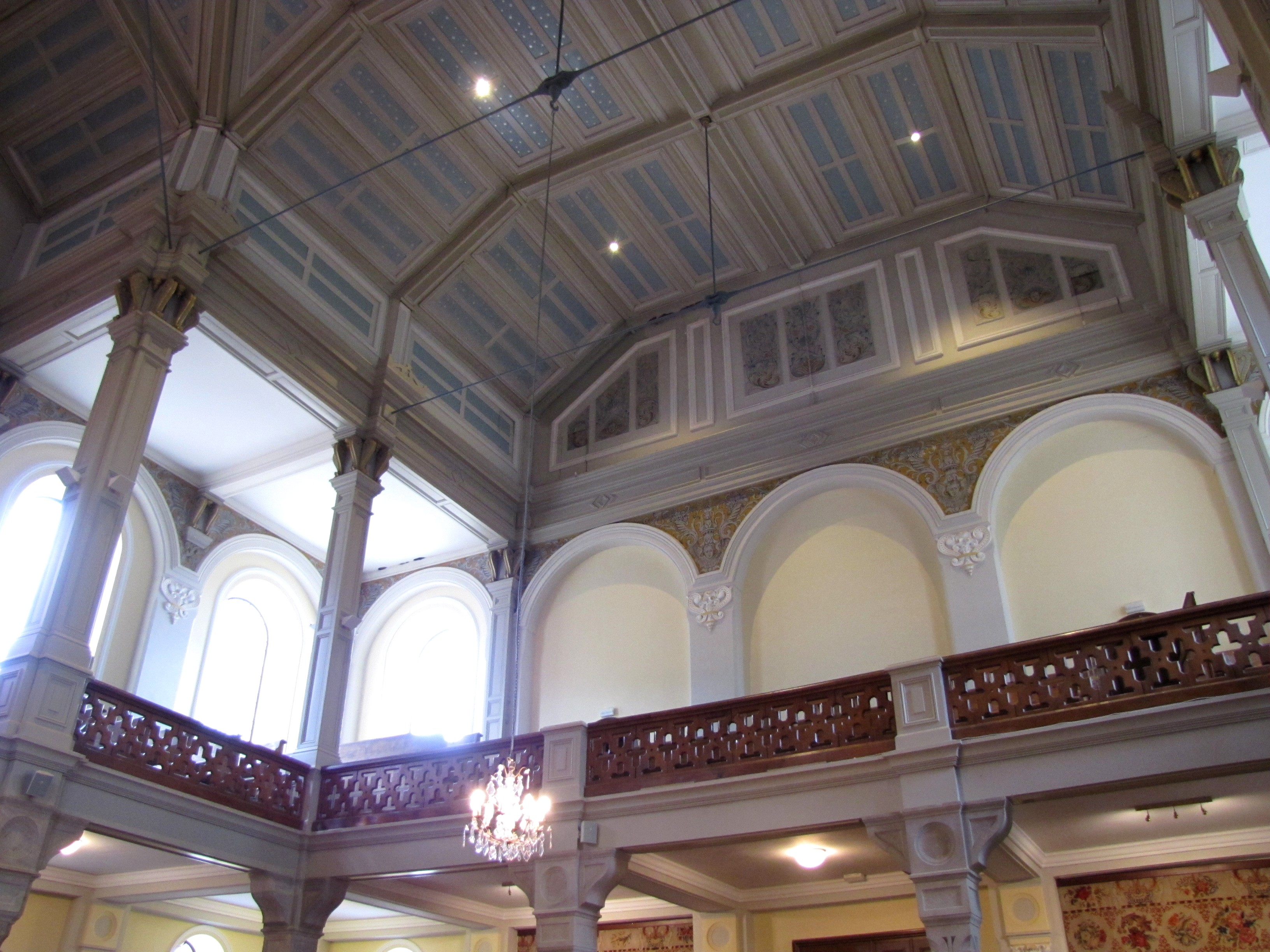
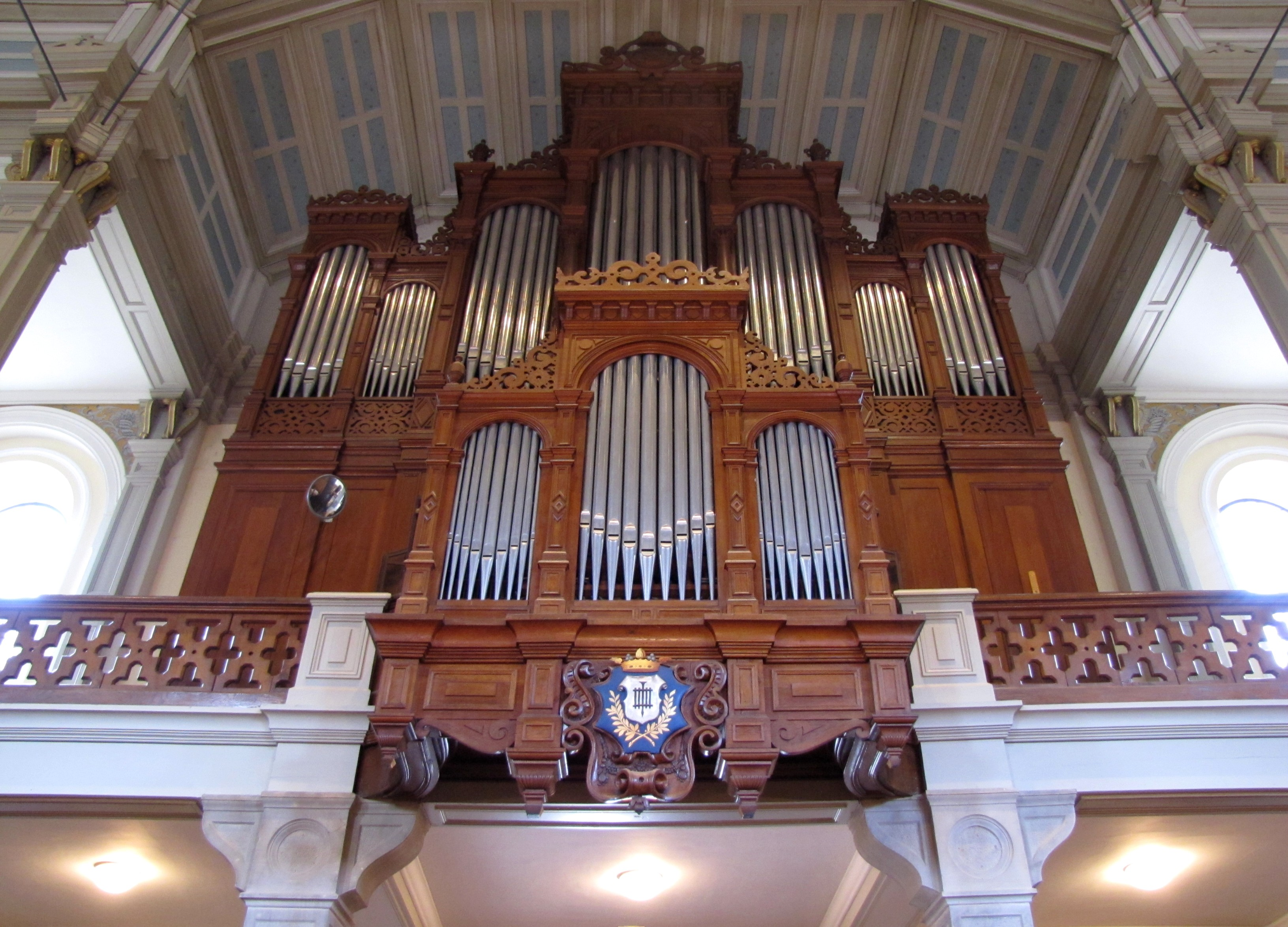